# Hitelminősítés
A befektetésekben a hitelminősítés valamely cég vagy állam hitelképességét fejezi ki a kötvényeire kivetítve. Nem ugyanaz, mint az egyének hitelbírálati minősítése. Hitelminősítő intézetek publikálják, és a befektetők annak megfontolásához használják segédeszközül, mekkora a valószínűsége, hogy az adott hitelfelvevő vissza fogja fizetni a hitelt.

## A hitelminősítők
A hitelminősítés erősen koncentrált szolgáltatás. A két legnagyobb hitelminősítő - a Standard & Poor’s és a Moody's Investors Service - együttes piaci részesedése a világon mintegy 80 százalékos. Ha a harmadik nagyot, a Fitch Ratings-t is hozzávesszük, a "Három Nagy"együttes részesedése mintegy 95 százalék.

## A hitelminősítési fokozatok
A hitelminősítés az adósság típusú értékpapírok, mint a kötvények befektetői számára készült pénzügyi mutató. A hitelminősítés betűjelkombinációi a kötvény visszafizetési kockázatainak mértékét foglalják össze. A Moody's a következő betűjeleket használja: Aaa, Aa, A, Baa, Ba, B, Caa, Ca, C. WR azt jelenti, hogy "visszavonva", NR pedig hogy nem minősített. A Standard & Poor's és a Fitch jelei: AAA, AA, A, BBB, BB, B, CCC, CC, C, D. Jelenleg csak két AAA minősítésű cég létezik: a Microsoft és a Johnson and Johnson.
| Moody's    | Moody's   | Standard & Poor's | Standard & Poor's | Fitch Ratings | Fitch Ratings | A minősítés leírása                                          | A minősítés leírása                                                |
| Hosszútávú | Rövidtávú | Hosszútávú        | Rövidtávú         | Hosszútávú    | Rövidtávú     | A minősítés leírása                                          | A minősítés leírása                                                |
| ---------- | --------- | ----------------- | ----------------- | ------------- | ------------- | ------------------------------------------------------------ | ------------------------------------------------------------------ |
| Aaa        | P-1       | AAA               | A-1+              | AAA           | F1+           | Prime                                                        | Befektetési fokozat                                                |
| Aa1        | P-1       | AA+               | A-1+              | AA+           | F1+           | Magas fokozat                                                | Befektetési fokozat                                                |
| Aa2        | P-1       | AA                | A-1+              | AA            | F1+           | Magas fokozat                                                | Befektetési fokozat                                                |
| Aa3        | P-1       | AA−               | A-1+              | AA−           | F1+           | Magas fokozat                                                | Befektetési fokozat                                                |
| A1         | P-1       | A+                | A-1               | A+            | F1            | Felső közepes fokozat                                        | Befektetési fokozat                                                |
| A2         | P-1       | A                 | A-1               | A             | F1            | Felső közepes fokozat                                        | Befektetési fokozat                                                |
| A3         | P-2       | A−                | A-2               | A−            | F2            | Felső közepes fokozat                                        | Befektetési fokozat                                                |
| Baa1       | P-2       | BBB+              | A-2               | BBB+          | F2            | Alsó közepes fokozat                                         | Befektetési fokozat                                                |
| Baa2       | P-3       | BBB               | A-3               | BBB           | F3            | Alsó közepes fokozat                                         | Befektetési fokozat                                                |
| Baa3       | P-3       | BBB−              | A-3               | BBB−          | F3            | Alsó közepes fokozat                                         | Befektetési fokozat                                                |
| Ba1        | Not prime | BB+               | B                 | BB+           | B             | Nem befektetési fokozat spekulatív                           | Nem befektetési fokozat AKA magashozamú kötvény AKA bóvlikötvények |
| Ba2        | Not prime | BB                | B                 | BB            | B             | Nem befektetési fokozat spekulatív                           | Nem befektetési fokozat AKA magashozamú kötvény AKA bóvlikötvények |
| Ba3        | Not prime | BB−               | B                 | BB−           | B             | Nem befektetési fokozat spekulatív                           | Nem befektetési fokozat AKA magashozamú kötvény AKA bóvlikötvények |
| B1         | Not prime | B+                | B                 | B+            | B             | Magasan spekulatív                                           | Nem befektetési fokozat AKA magashozamú kötvény AKA bóvlikötvények |
| B2         | Not prime | B                 | B                 | B             | B             | Magasan spekulatív                                           | Nem befektetési fokozat AKA magashozamú kötvény AKA bóvlikötvények |
| B3         | Not prime | B−                | B                 | B−            | B             | Magasan spekulatív                                           | Nem befektetési fokozat AKA magashozamú kötvény AKA bóvlikötvények |
| Caa1       | Not prime | CCC+              | C                 | CCC           | C             | Jelentős kockázatok                                          | Nem befektetési fokozat AKA magashozamú kötvény AKA bóvlikötvények |
| Caa2       | Not prime | CCC               | C                 | CCC           | C             | Szélsőségesen spekulatív                                     | Nem befektetési fokozat AKA magashozamú kötvény AKA bóvlikötvények |
| Caa3       | Not prime | CCC−              | C                 | CCC           | C             | Fizetésképtelenség esedékes kevés reménnyel azt elkerülésére | Nem befektetési fokozat AKA magashozamú kötvény AKA bóvlikötvények |
| Ca         | Not prime | CC                | C                 | CCC           | C             | Fizetésképtelenség esedékes kevés reménnyel azt elkerülésére | Nem befektetési fokozat AKA magashozamú kötvény AKA bóvlikötvények |
| Ca         | Not prime | C                 | C                 | CCC           | C             | Fizetésképtelenség esedékes kevés reménnyel azt elkerülésére | Nem befektetési fokozat AKA magashozamú kötvény AKA bóvlikötvények |
| C          | Not prime | D                 | /                 | DDD           | /             | Fizetésképtelen                                              | Nem befektetési fokozat AKA magashozamú kötvény AKA bóvlikötvények |
| /          | Not prime | D                 | /                 | DD            | /             | Fizetésképtelen                                              | Nem befektetési fokozat AKA magashozamú kötvény AKA bóvlikötvények |
| /          | Not prime | D                 | /                 | D             | /             | Fizetésképtelen                                              | Nem befektetési fokozat AKA magashozamú kötvény AKA bóvlikötvények |

## Magyarország
2011-ben
Az ország 
- a Fitch besorolásán BBB,
- a Standard & Poor’s osztályozásán BB+ [4]
- a Moody's osztályozásán Ba1.[5]

2020-ban
Magyarország a Standard & Poor’s és Fitch 2020-as besorolásán BBB, a Moody's minősítésén Baa3.
Az ország az Unióhoz 2004-ben csatlakozott keleti országok ( a visegrádi és a balti országok) között 2020-ban az utolsó helyen végzett.
2024-ben
Magyarország továbbra is a visegrádi és balti országoktól lemaradva, a S&P listáján Romániával egy kategóriában van (BBB-), egy osztályzattal a bóvli felett.
A Moody's osztályozásán Baa2.

## Fordítás
Ez a szócikk részben vagy egészben  a   Bond credit rating című angol Wikipédia-szócikk ezen változatának fordításán alapul.  Az eredeti cikk szerkesztőit annak laptörténete sorolja fel. Ez a jelzés csupán a megfogalmazás eredetét és a szerzői jogokat jelzi, nem szolgál a cikkben szereplő információk forrásmegjelöléseként.